# Stabilimento di Monaco
Lo Stabilimento di Monaco era in origine un opificio che comprendeva un complesso di capannoni (ora scomparsi) adibiti a diversi tipi di lavorazione artigianale, tra cui la produzione dell'olio di oliva e la distillazione del cognac; la proprietà degli immobili era di proprietà della famiglia Monaco cui faceva capo l'imprenditore omonimo Francesco insieme ai rispettivi figli. L'edificio ha più entrate e la principale è quella sita al civico 328 di via municipio, mentre le altre sono tutte secondarie e si trovano sia nella medesima strada che in quelle laterali, la via Archimede e la via Galliano.

## Storia

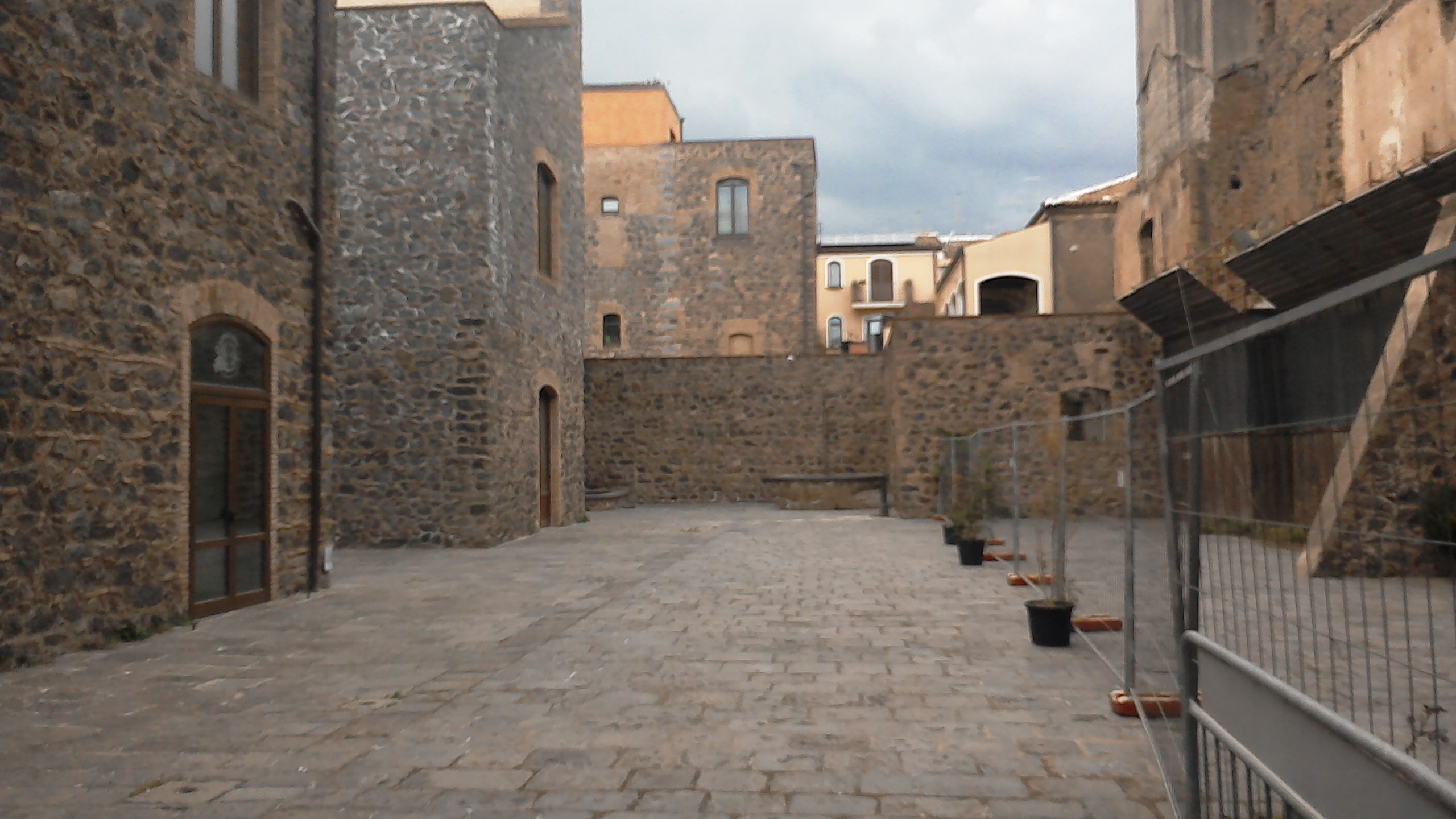
Il cortile interno.

Lo stabilimento venne costruito alla fine del XIX secolo con l'obbiettivo di incentivare la produzione moderna e innovativa nei settori, pastificio, distilleria e mulino. Conobbe un costante sviluppo tecnico e produttivo e la sua fama arrivò a destare l'interesse del governo nazionale, tanto che lo stesso ministro dell'interno Giovanni Giolitti venne a visitare nel 1901 l'industria. Lo stabilimento è noto per aver adottato per primo l'illuminazione elettrica nel 1919; il paese era equipaggiato dal 1866 esclusivamente di lampade a olio per l'illuminazione e l'amministrazione comunale provvedette solo nel 1923 a cambiare tale consuetudine.

## La fine improvvisa

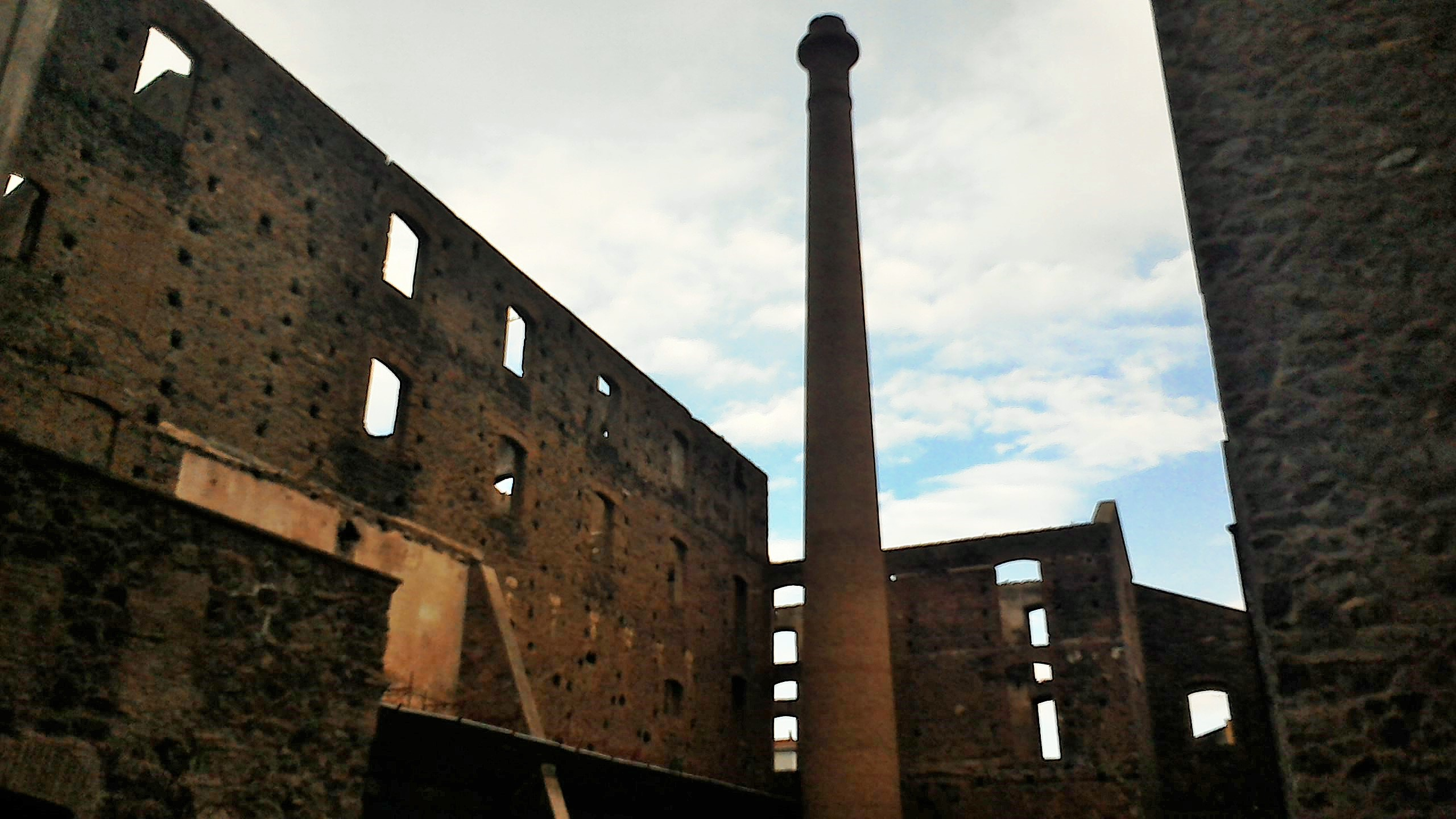
la parte danneggiata dell'edificio con al centro, la ciminiera.

Nonostante i buoni propositi del buon andamento del lavoro e il fatto di poter contare su collaborazioni con la Ferrovia Circumetnea per il trasporto delle merci e con l'amministrazione comunale di Misterbianco sul piano delle autorizzazioni, l'industria della famiglia Monaco ebbe vita breve: la sera del 20 aprile del 1922 un violento incendio di origine probabilmente dolosa devastò l'intera sede principale ponendo fine alla fortunata attività lavorativa che aveva conosciuto lo stabilimento; dalle notizie riportate dalla stampa locale, in seguito si suppose che fosse stato lo stesso fondatore Francesco Monaco ad appiccare l'incendio, probabilmente oppresso da problemi derivanti da disaccordi con i numerosi dipendenti. Non è possibile tuttavia che ciò sia avvenuto in quanto il fondatore Francesco Monaco era già morto dal 1908 (come attesta la lapide del monumento funebre dov'è sepolto con la moglie Grazia Motta).

## Stato attuale

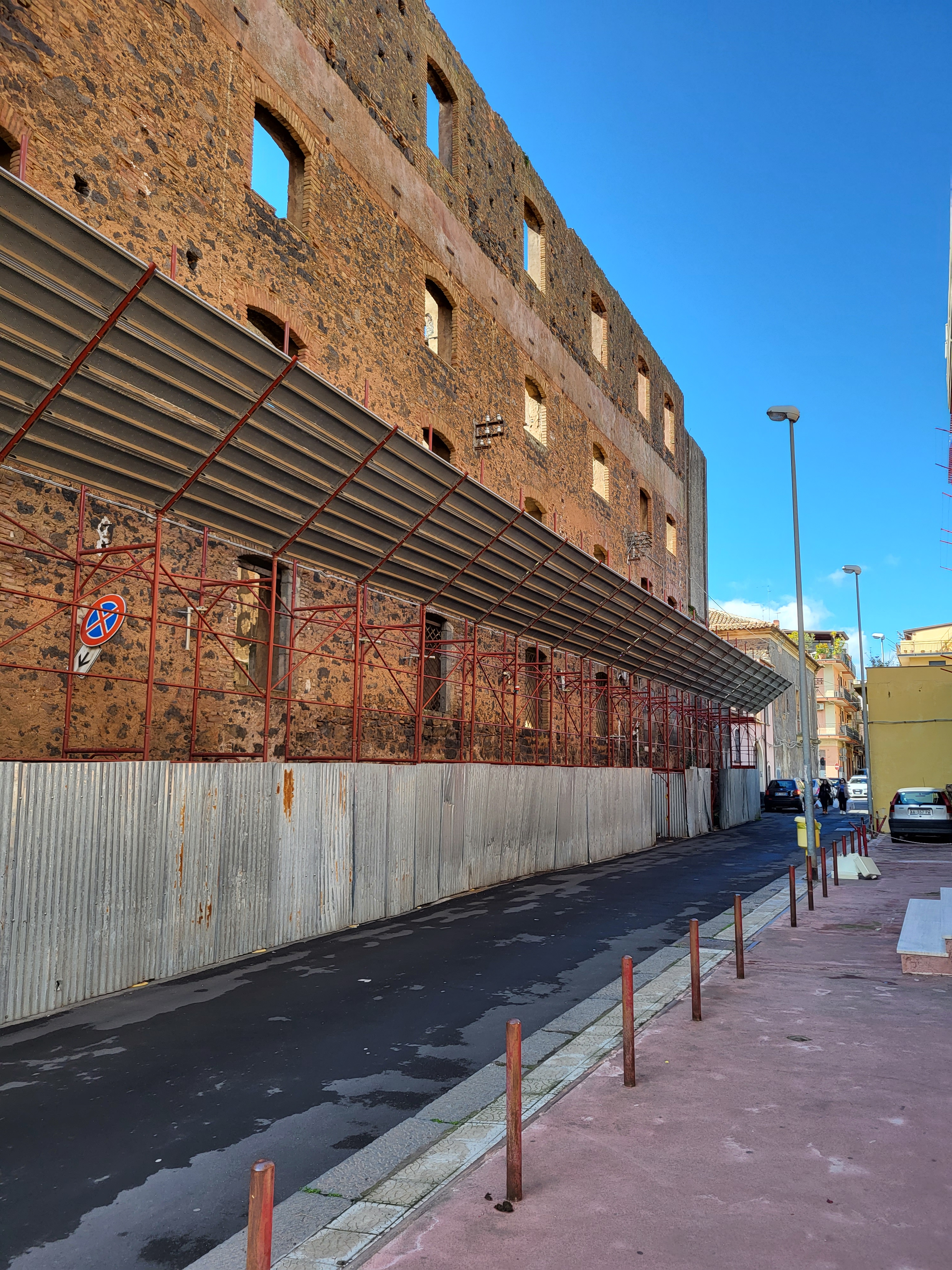
Lo stabilimento di Monaco, visto dall'esterno, nonché dalla parte non ristrutturata, ubicata in via Galliano, 7 marzo 2023.

Dalla notte in cui si sviluppò l'incendio i locali superstiti e le strutture fatiscenti vennero abbandonati a se stessi, alcune di esse vennero logorate dalle intemperie e furono spazio naturale per la crescita della vegetazione spontanea, mentre le parti minori distaccate dei capannoni furono vendute e in parte demolite in favore di moderni edifici per l'abitazione civile.
Del fabbricato originale è rimasta la sede principale che a partire dal 2002 è stata oggetto di interesse da parte dell'amministrazione comunale di Misterbianco per la riqualificazione della parte rimasta in parte meno danneggiata dalle fiamme e che nel 2009 è stata rimessa in uso per essere adibita in condivisione: la parte superiore dei locali è stata rilevata per l'ampliamento di alcuni uffici, mentre il pian terreno è divenuto deposito per i costumi del consueto carnevale annuale.
La parte inutilizzata dell'edificio superstite, non essendo stata mai oggetto di restauro e di risanamento contro l'usura del tempo e delle condizioni climatiche, nel corso degli anni ha favorito, in più occasioni, la caduta di pietre e altro materiale edile sull'asfalto, creando disagi nelle strade attigue; si ritiene che ciò sia dovuto, inoltre, anche alla numerosa presenza di volatili che vi hanno nidificato e che abbiamo agevolato in qualche modo,  gli spostamenti di sassi in bilico o facilitato gli sgretolamenti delle mura ormai logore.
Sulla parete perimetrale esposta a sud e quella esposta ad est, è allestita da parecchio tempo un'impalcatura, al fine di evitare cedimenti, nonché la caduta di calcinacci sulla strada.